# Séligney
Séligney é uma comuna francesa na região administrativa de Borgonha-Franco-Condado, no departamento de Jura. Estende-se por uma área de 4,15 km². Em 2010 a comuna tinha 79 habitantes (densidade: 19 hab./km²).